# Pržno
Pržno är en ort i Tjeckien.   Den ligger i regionen Zlín, i den östra delen av landet, 270 km öster om huvudstaden Prag. Pržno ligger 329 meter över havet och antalet invånare är 656.
Terrängen runt Pržno är huvudsakligen lite kuperad. Pržno ligger nere i en dal. Runt Pržno är det ganska tätbefolkat, med 222 invånare per kvadratkilometer. Närmaste större samhälle är Vsetín, 6,6 km sydost om Pržno. I omgivningarna runt Pržno växer i huvudsak blandskog.